# چقاپیت سفلی
چقاپیت سفلی، روستایی از توابع بخش طرهان شهرستان کوهدشت در استان لرستان ایران است. 

## جمعیت
این روستا در دهستان طرهان غربی قرار دارد و براساس سرشماری مرکز آمار ایران در سال ۱۳۸۵، جمعیت آن ۱٬۱۰۴ نفر (۲۲۱خانوار) بوده‌است.